# Raul Difi
Raul Difi (fr. Raoul Dufy; Avr, 3. jun 1887 — Forkalkje, 23. mart 1953) bio je značajan francuski slikar grafičar, keramičar industrijski likovnjak.
U početku je posećivao večernju umetničku školu u Avru dok nije dobio stipendiju od svog rodnog grada za parisku akademiju Ekol de bozar (fr. École des Beaux-Arts )a zatim je bio i u ateljeu Leona Bonata. U prvim počecima svoje radove je radio pod uticajima impresionista. Prošao je od impresionističkih početaka ka fovizmu, zatim i kubizmu i izradio svoj stil modernog realističkog izraza.
Jedna slika Anrija Matisa ga je okrenula i zainteresirala za fovizam. 1909. godine posetio je sa svojim prijateljem i kolegom Emilom Otonom Fricom Minhen i zapao pod uticaj Pola Sezana.
Kako nije mogao da živi od slikarstva, bavio se još i keramikom, drvorezima a predlagao je i tapiserije. Samo kada je sredinom 1920. i posle 1937. godine promenio svoj stil i prešao od jednog lakog i elegantnog stila na jedan upečatljiv i monumentalan stil on se doživeo priznanja i uvažavanja. On je za Parisku svetsku izložbu 1937. godine za paviljion svetlosti i elektriciteta (Paviljion de la Lumiere) izradio i naslikao sliku veličine 600 m² i tada najveću sliku na svetu.
Difi je slikar sunčanoga juga, plaža, brodova i lepote ženskog tela i kao dekorater se proslavio predlozima dekoracija za monumentalne javne objekte. Posle njegove smrti (1953. godine) njegove slike su bile prikazivane na Dokumenta Kasel (dokumenta 1, dokumenta 2 i dokumenta 3) i u Nemačkoj.

## Dela
- 14. jul u Avru, 1907. Privatna zbirka - Pariz,
- Jedlilice u Sent Andersi 1912. Muzej moderne umetnosti- Njujork
- U čast Mocarta (akvarel), 1915. Umetnička akademija Albrejt- Bufalo
- Portret Mišela Binjua, 1934. Zbirka Mišela Binjua - Pariz
- Regate u Dovilu, Zbirka Pjera Levi-Troa
- Askout (akvarel), 1931. Zbirka dr Rudinska - Pariz
- Mocartov koncert, 1948. Privatna zbirka - Švajcarska
- Crni kargo, 1952. Privatna zbirka - Pariz

## Literatura
1. PSN Čekoslovenska akademia vied, Praha 1966.
2. Istorija umetnosti, Nolit, Beograd 1973.
3. Mayers Lexikon - ONLINE,
4. de Wikipedia

## Spoljašnje veze
- Hommage à Mozart Архивирано на веб-сајту  (25. октобар 2007), (Web Gallery Private Art Collection)
- Le 14 juillet au Havre, rue pavoisée Архивирано на веб-сајту  (17. децембар 2007), (1906, Web Gallery Private Art Collection)ul_dufy.htm Raoul Dufy - His life, His paintings]
- О стваралаштву Дифија на српском, Раул Дифи